# Reflets de France
Reflets de France est une marque de distributeur française créée en 1996 appartenant au groupe Carrefour.
La marque est dédiée aux produits issus du patrimoine culinaire français et est née de la volonté de coopérer avec des PME.
Pour constituer la gamme de produits sous marque Reflets de France, le groupe Carrefour achète majoritairement les produits alimentaires de petites et moyennes entreprises de l'industrie agroalimentaire française et dans une moindre mesure, des productions agricoles des producteurs français. Les préparations et produits sont emballés et équipés de la marque Reflets de France.

## Historique
La marque a été créée par le groupe Promodès et appartient aujourd’hui au groupe Carrefour à la suite d'une fusion avec le premier en 1999. La gamme sous marque Reflets de France est complémentaire de la gamme Carrefour.

## Engagements de la marque
Le directeur de la marque assure tenir différents engagements :
- Produits élaborés selon des recettes traditionnelles et emblématiques du patrimoine culinaire français.
- Produits transformés dans leur région d'origine à partir d'ingrédients français à 97%. Les 3% restant étant des ingrédients non produits en France, ou en quantité insuffisante comme le poivre ou l'amande.
- Les produits étaient validés par Joël Robuchon, chef cuisinier le plus étoilé au monde.
- Reflets de France privilégie le choix de producteurs locaux et d'entreprises locales familiales.

## Distribution
Reflets de France propose plus de 570 produits « de terroir ».
La marque Reflets de France est proposée dans l’ensemble des enseignes du groupe Carrefour en France et à l'étranger (Taïwan, Chine, Belgique, Pologne, République Démocratique du Congo, ...)
- En France : Carrefour, Carrefour Market, Champion (supermarché), Carrefour Montagne, Carrefour City, Carrefour Contact, Carrefour Autoroutes (avant leurs fermetures), Shopi, 8 à Huit, Proxi, Marché Plus, Sherpa, Promocash, Carrefour Ooshop, Dia France.
- En Belgique : Carrefour Hyper, Carrefour Market, Carrefour Express (Belgique), Supermarchés GB (avant leurs fermetures).
- En Royaume Uni : Ocado Supermarché en ligne.
- En République Démocratique du Congo : Carrefour Hyper Psaro

Avec des partenariats locaux, la marque est également présente dans les pays dans lesquels Carrefour n'est pas présent, soit une présence totale dans 40 pays.[réf. nécessaire]

## Galeries

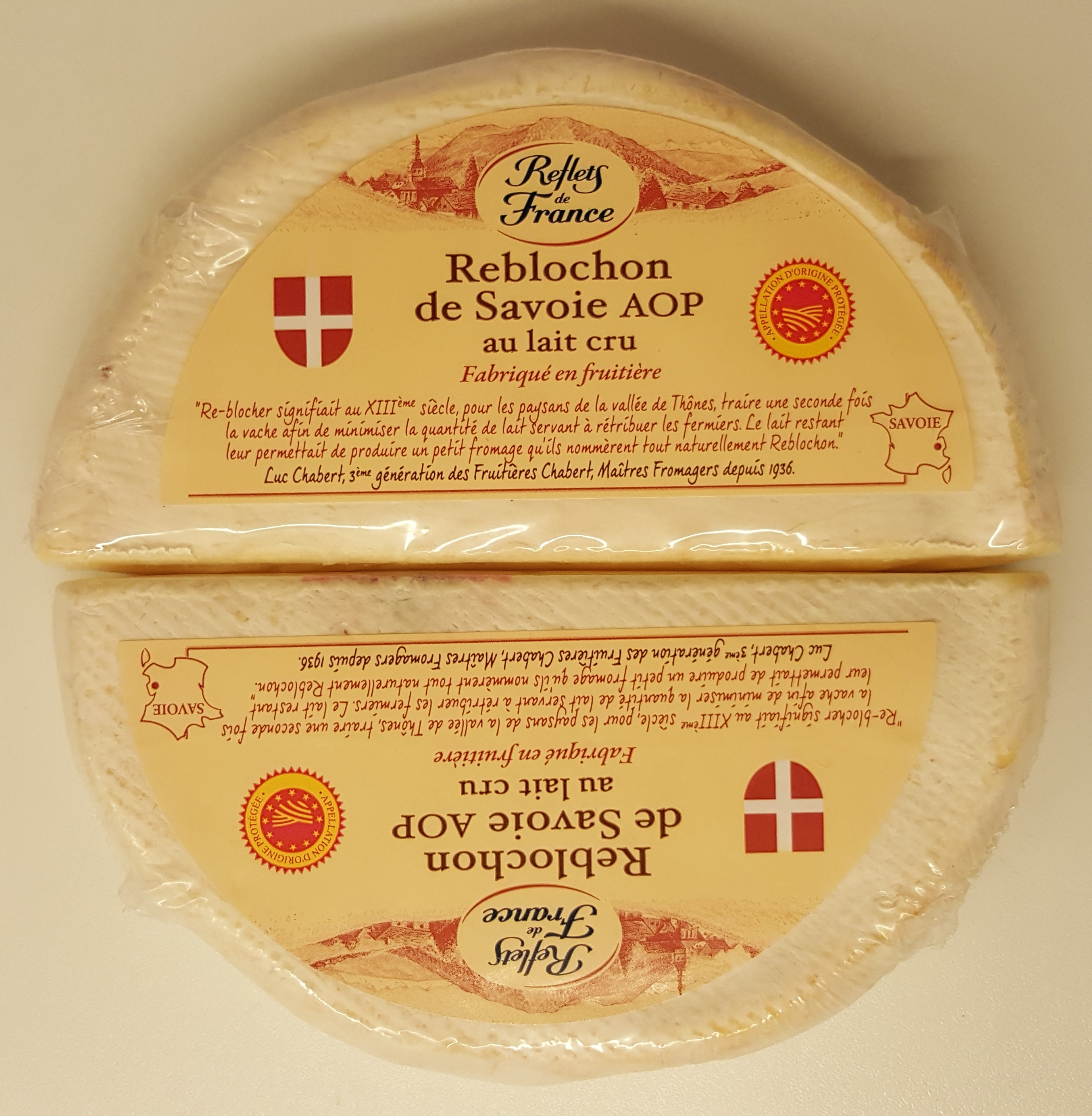
Un fromage d'appellation reblochon de Savoie et de marque Reflets de France.